# Apogonia ochracea
Apogonia ochracea är en skalbaggsart som beskrevs av Moser 1913. Apogonia ochracea ingår i släktet Apogonia och familjen Melolonthidae. Inga underarter finns listade i Catalogue of Life.